# Nová Bošáca
Nová Bošáca je naseljeno mjesto u okrugu Nové Mesto nad Váhom u  Trenčínskom kraju u Slovačkoj.

## Stanovništvo
| Godina:     | 1993. | 2003.   | 2013.   | 2023.   |
| ----------- | ----- | ------- | ------- | ------- |
| Broj ljudi: | 1271  | 1199    | 1113    | 1015    |
| Razlika:    |       | -5,66 % | -7,17 % | -8,80 % |

| Godina:     | 2022. | 2023.   |
| ----------- | ----- | ------- |
| Broj ljudi: | 1023  | 1015    |
| Razlika:    |       | -0,78 % |

Prema podacima o broju stanovnika iz 2023. godine naselje je imalo 1015 stanovnika.

## Vanjske poveznice
|  | Zajednički poslužitelj ima još gradiva o temi Nová Bošáca |

- Službena stranica naselja (sl.)